# Сатмари, Шандор
Ша́ндор Са́тмари (венг. Szathmári Sándor; 19 июня 1897 года, Дьюла — 16 июля 1974 года) — венгерский писатель, инженер-механик, эсперантист, литературный деятель языка эсперанто.

## Биография
Сатмари родился в венгерском городе Дьюле. Его отец, которого также звали Шандор, изучал право, играл на скрипке и рисовал. Его дед был плотником. В своё время он пожертвовал 100 форинтов для основания музыкальной школы. Его мать происходила из семьи аптекаря, жившего в городе Сегхалом. Она была единственной дочерью в семье, родила 11 детей, из которых только семь дожили до совершеннолетия.
Поскольку отец Шандора был чиновником в Австро-Венгерской империи, семья часто переезжала. Они жили в городах: Дьюла, Сомбатхей, Дольни-Кубин, Сфынту-Георге, Лугож.
Молодой Шандор рос болезненным мальчиком, не любил физкультуру, особенно борьбу, часто болел ангиной, а также такими болезнями как сыпной тиф, корь, ветряная оспа, коклюш, дифтерия, синусит.
После смерти своих двух старших братьев Шандор стал старшим в семье и ему часто приходилось заботиться о младших. Учась в школе, он
преуспевал в таких науках как физика и химия, любил экспериментировать и мечтал стать инженером. В 1915 году он окончил школу и поступил в технический университет Будапешта (Венгрия) на факультет машиностроения. Во время учёбы в годы войны у него никогда не было достаточно денег и он был постоянно голоден.
Братья и сестры Сатмари не имели возможности учиться в колледже или университете, поэтому Шандору часто приходилось прерывать учёбу, чтобы помогать своей семье. Работать он начал в 1920 году техником на мраморной шахте. Весной 1921 года он вернулся в Будапешт, чтобы окончить учёбу и через пять лет он завершил обучение. В 1923 году он работал в Дьюле офисным работником и жил у родственников. В июле 1923 года умер его отец. В 1924 году Шандор устроился на работу на завод железнодорожной техники. С 1924 по 1957 год работал инженером в венгерском Министерстве тяжелой промышленности и проектных бюро.
За свою жизнь Шандор Сатмари много работал в коллективах с представителями других народов — словаков, румын, немцев и часто имел проблемы с общением. По его мнению, универсальный язык общения мог бы решить эти проблемы. Так постепенно он приходил к языку эсперанто.
В книжном магазине в Лугосе он как-то углядел грамматику эсперанто и купил её. Изучать же грамматику он начал в 1919 году. В 1935 года он стал спикером языка, участвовал в работе языковых курсов в Будапеште. Скончался в Будапеште в 1974 году.

### Произведения на эсперанто

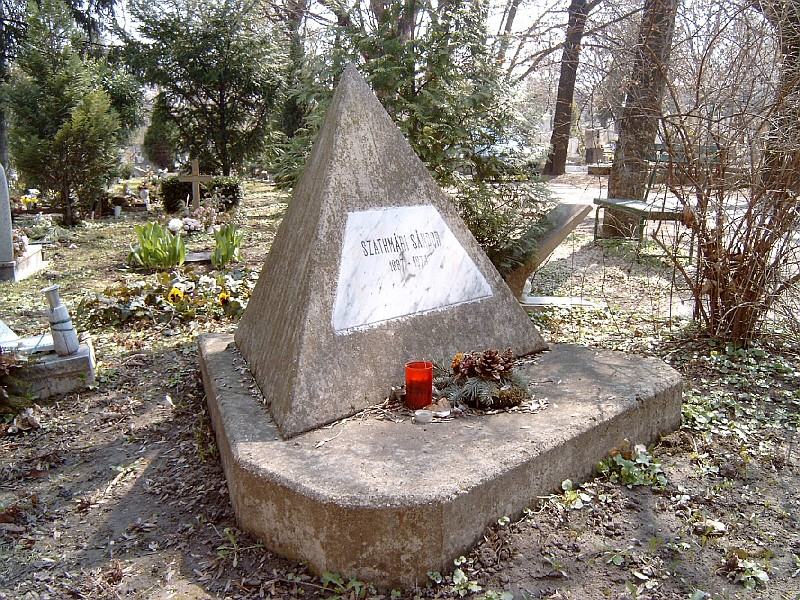
Могила Шандора Сатмари в Будапеште

Международное эсперанто-движение познакомилось с Шандором в 1958 году, после появления его романа Vojaĝo al Kazohinio, написанном на эсперанто. Его первая статья на эсперанто появилась в 1934 году в журнале Sennaciulo. С 1937 по 1942 годы он был президентом венгерского общества любителей эсперанто.
Сатмари на языке эсперанто написал рассказы Maŝinmondo (1964), Tréfán kívül, перевел с эсперанто на венгерский язык роман Kredu min, sinjorino!, перевел на эсперанто венгерскую детскую книгу Ĉu ankaŭ vi scias? (с эсп. — «Вы тоже знаете?»).

## Перечень работ

### На языке эсперанто
- Vojaĝo al Kazohinio (SAT, 1958) (Путешествие в Казогинию)
- Maŝinmondo kaj aliaj noveloj (1964) (Мир машин и другие рассказы)
- Kain kaj Abel (1977) (Каин и Авель)
- Perfekta civitano (ла-Лагуна, 1964) (Будапешт, 1988) (Идеальный гражданин)
- Satiraj rakontoj (Сатирические рассказы):

- Perfekta civitano (1956)
- Pythagoras (1957?)
- Logos (1961)
- La fluidumo de la ĉiovido (1962)
- Honorigo (1963)
- Liriko (1964)
- Genezo (1965)
- Enciclopeditis (1966)
- Budapeŝta ekzameno (1968)
- Kain kaj Abel (1968)
- Tria Preĝo de Pygmalion (1969)
- La falsa aŭguro (1970)
- La guarbo (1970)
- Kuracistaj historioj (1972)
- La barbaro (1972)
- Superstiĉo (1972?)

### На венгерском языке
- M. Fehér asszony, fekete férfi (Будапешт, 1936)
- Halálsikoly az áradatban (Будапешт, 1937)
- Kazohinia (Будапешт, 1941)
- Gépvilág és más fantasztikus történetek (Будапешт, 1972)
- Hiába (Будапешт, 1991)